# Hygrophila didynama
Hygrophila didynama är en akantusväxtart som först beskrevs av Gustav Lindau, och fick sitt nu gällande namn av Hermann Heino Heine. Hygrophila didynama ingår i släktet Hygrophila och familjen akantusväxter. Inga underarter finns listade i Catalogue of Life.